# Санктуарій Свента-Ліпка
54°01′33″ пн. ш. 21°12′53″ сх. д. / 54.0257° пн. ш. 21.2146° сх. д.
Санктуарій Свента-Ліпка або Базиліка Явлення Пресвятої Діви Марії в Свєнта-Ліпка (пол. Bazylika Nawiedzenia Najświętszej Maryi Panny w Świętej Lipce) — римо-католицька базиліка, розташована в маленькому селі Свента-Ліпка на північному сході Польщі.

## Історія

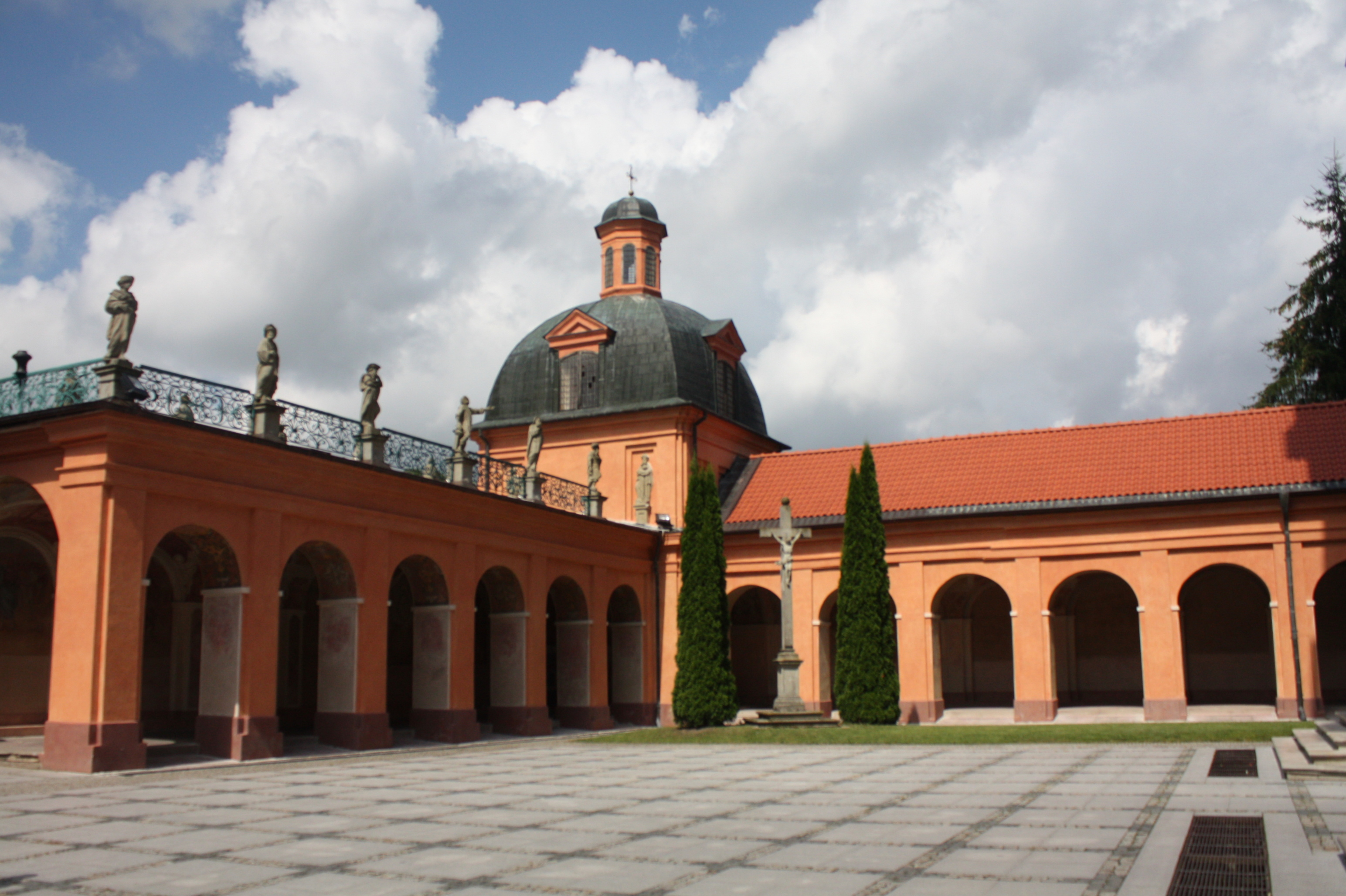
Монастир

Побудована в кінці XVII століття, базиліка є одним з найкращих зразків архітектури бароко в Польщі. Знаменита своїми рухомими органами. Напівлегендарний культ зберігався місцевими жителями з 1300-х років, коли дрібний злочинець вирізав статуетку Марії в сусідній в'язниці Кентрин після явлення Марія. Потім його несподівано відпустили, і по дорозі до Решеля він поставив фігурку на липу в знак подяки. Казали, що об'єкт творив чудеса і мав цілющі властивості. Альберт, герцог Пруссії, відвідав священне місце під час паломництва босими ногами з Кенігсберга в 1519 році. Цю традицію також раніше дотримувались тевтонські лицарі.
Середньовічна святиня була зруйнована під час протестантської Реформації приблизно в 1524 році, і там же розмістили шибеницю, щоб відлякати католиків. Майже через століття його відбудував особистий секретар короля Сигізмунда III, який придбав землю, де колись стояла зникла статуетка. Картина Марії з Немовлям Ісусом, виконана бельгійським майстром-художником Варфоломієм Ручками з Ельбінга, замінила загублену реліквію. Під час Шведського потопу багато безцінних речей із скарбниці каплиці були заховані в Гданську.
До цього дня паломницький шлях від міста Решель до Свенти-Ліпки оточений з невеликими бароковими святинями та липами, що датуються XVIII століттям.

## Базиліка

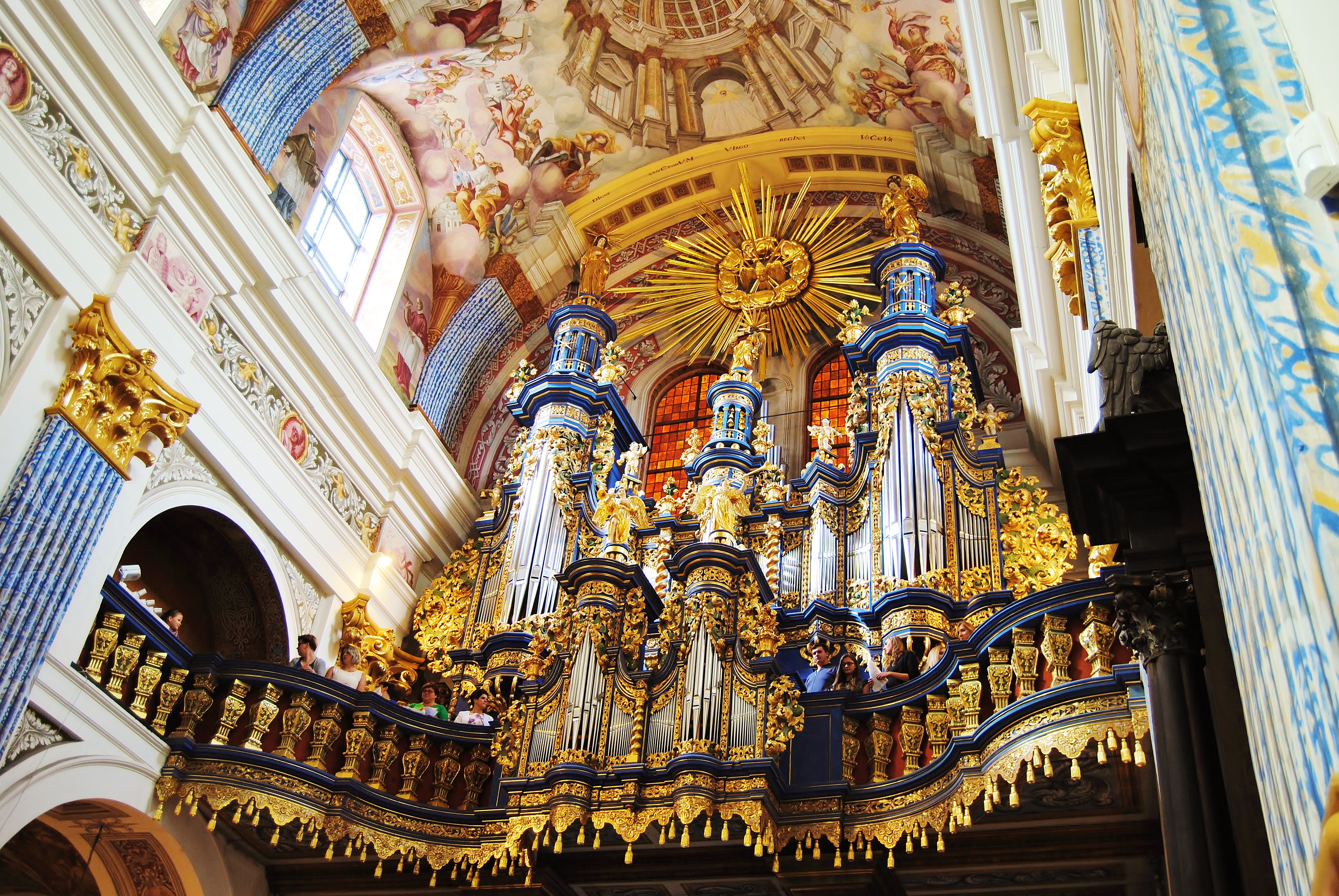
Рухомий орган труби

Церкву та монастир заснувало Товариство Ісуса, а будівництво було ініційоване польським кардиналом Міхалом Стефаном Раджейовським у 1688 році. Освячення храму відбулося 15 серпня 1693 року. Через велику кількість паломників, що прибули, об'єкт був значно збільшений, а укріплений монастир з куполоподібними каплицями у вигляді веж був завершений у 1708 р. Складний інтер'єр зайняв більше 50 років, щоб бути повністю обробленим та обставленим. Церква була додатково прикрашена прикрасами за рахунок пожертв багатих знатних людей та благочестивих монархів, таких як Ладислав IV, королева Марія Казимір або Станіслав I Лещинський та його дружина Катерина. Монументальний вівтар був зроблений між 1712 і 1714 роками найкращими скульпторами із Польщі. Він складений з трьох основних частин, прикрашений позолоченими фігурами святих і мучеників. Іван III Собеський подарував єзуїтам картину після своєї перемоги у Віденській битві, а згодом вона була включена до вівтаря.

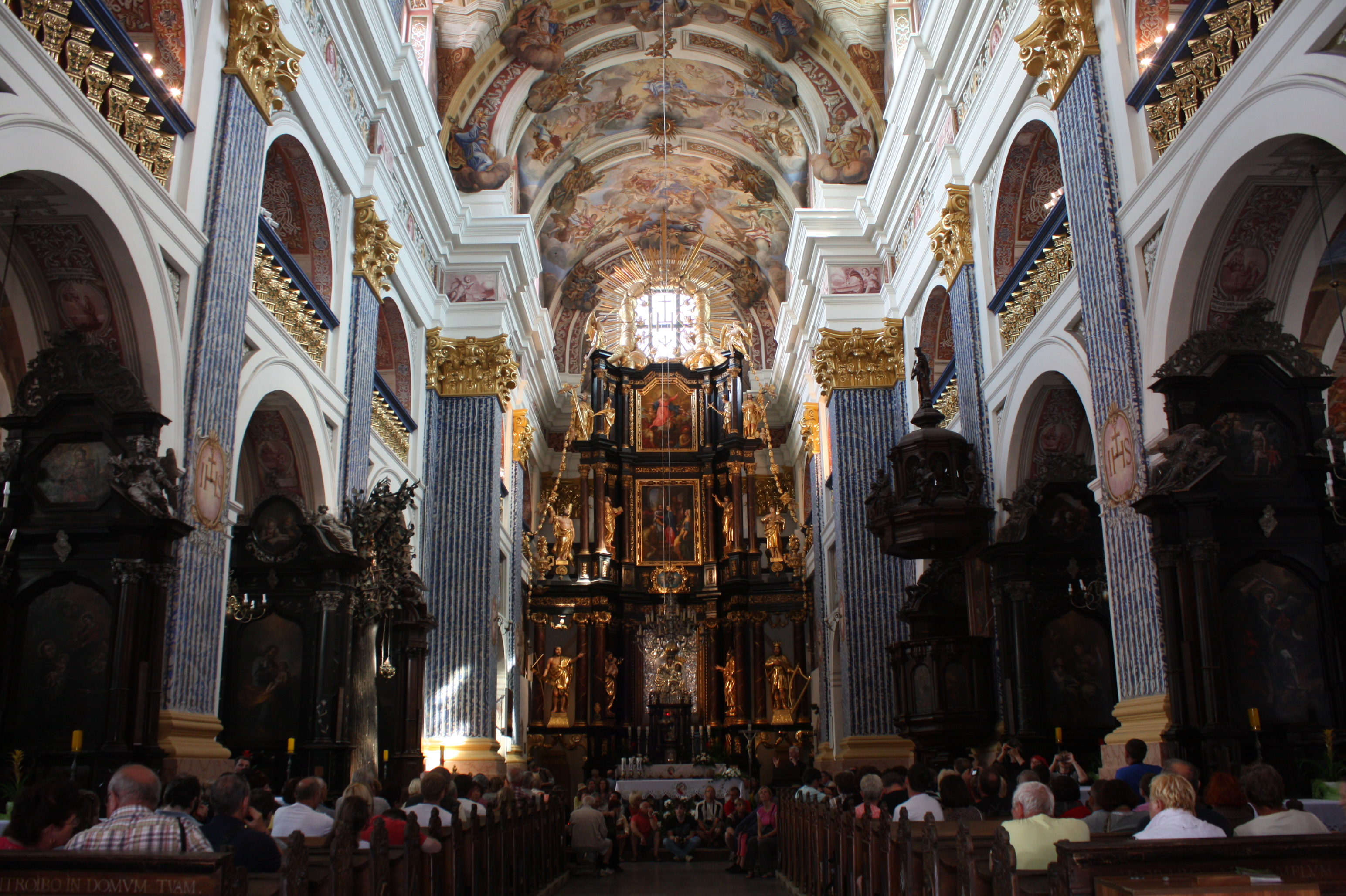
Інтер'єр з головним вівтарем та фресками склепіння

Вишукані фарби та фрески на стелі склепіння були завершені в 1727 році. На них зображені святий Казимир, Сигізмунд III та Гелегя Сілезька.
Найвизначнішим атрибутом і скарбом санктуарія є рухомий трубний орган, споруджений в 1719—1721 роках Йоганом Йосуа Мозенгелем. Декоративні фігури та скульптури рухаються під час гри на органі, що робить його одним з найбільш унікальних інструментів, коли-небудь виготовлених.
У єзуїти були вигнані з монастиря у XVIII столітті. Вони повернулись до монастиря в 1932 році після Другої світової війни, коли Вармія-Мазурія повернулася до Польщі за Потсдамською угодою, Свєнта Ліпка була перетворена у важливий санктуарій поряд з монастирем Ясна Гура. Крім того, він залишається видатним зразком мистецтва та архітектури бароко.